# Ernest Tilden Parker
Ernest Tilden Parker (* 1926; † 1991) war ein US-amerikanischer Mathematiker.
Parker wurde 1957 an der Ohio State University bei Marshall Hall promoviert (On quadruply transitive groups). Er war Professor an der University of Illinois at Urbana-Champaign.
Parker fand ein Gegenbeispiel (n=10) zu einer Vermutung von Euler, dass keine orthogonalen lateinischen Quadrate der Ordnung {\displaystyle n=4k+2} existieren, nachdem dies etwa gleichzeitig schon Raj Chandra Bose und S. S. Shrikhande gelungen war (n=22). Sie fanden ein Gegenbeispiel zur Vermutung für n=22. 1960 zeigte er mit Shrikhande und Bose, dass für alle Ordnungen {\displaystyle n\geq 10} orthogonale lateinische Quadrate existieren. Damals war er bei Remington Rand in der Abteilung UNIVAC. Sein Gegenbeispiel fand er aber nicht durch Computersuche, sondern in seiner Freizeit.
1968 widerlegte er mit seinem Studenten K. B. Reid eine Vermutung von Paul Erdős und Leo Moser über Turniere.